# 五芳齋點心店
五芳齋點心店是中華人民共和國上海市一家以蘇式糕糰為賣點的餐飲店，共有4層，面積600平方米。1858年由蘇州糕點師傅沈敬洲開設。當時起名為姑蘇五芳齋。1956年公私合營後，更名為五芳齋點心店。1966年，更名為紅芳點心店。1974年，恢復五芳齋點心店的名稱。

## 外部連結
- 官方网站